# Connor Brown
Connor Brown, född 14 januari 1994, är en kanadensisk professionell ishockeyspelare som spelar för Ottawa Senators i NHL.
Han har tidigare spelat på NHL-nivå för Toronto Maple Leafs och på lägre nivåer för Toronto Marlies i AHL och Erie Otters i OHL.

## Klubblagskarriär

### NHL

#### Toronto Maple Leafs
Brown draftades i sjätte rundan i 2012 års draft av Toronto Maple Leafs som 156:e spelare totalt.

#### Ottawa Senators
Han tradades den 1 juli 2019, tillsammans med Nikita Zaitsev och Michael Carcone, till Ottawa Senators i utbyte mot Cody Ceci, Ben Harpur, Aaron Luchuk och ett val i tredje rundan i NHL-draften 2020.

## Statistik
| 2009–2010  | Toronto Marlboros     | GTHL       | 80  | 25 | 44  | 69  | 16 | —  | — | —  | —  | — |
| 2010–2011  | St. Michael's Buzzers | OJHL       | 49  | 17 | 22  | 39  | 18 | 3  | 0 | 1  | 1  | 0 |
| 2011–2012  | Erie Otters           | OHL        | 68  | 25 | 28  | 53  | 14 | —  | — | —  | —  | — |
| 2012–2013  | Erie Otters           | OHL        | 63  | 28 | 41  | 69  | 39 | —  | — | —  | —  | — |
| 2013–2014  | Erie Otters           | OHL        | 68  | 45 | 83  | 128 | 22 | 14 | 8 | 10 | 18 | 8 |
| 2014–2015  | Toronto Marlies       | AHL        | 76  | 21 | 40  | 61  | 10 | 5  | 1 | 3  | 4  | 2 |
| 2015–2016  | Toronto Maple Leafs   | NHL        | 7   | 1  | 5   | 6   | 0  | —  | — | —  | —  | — |
|            | Toronto Marlies       | AHL        | 34  | 11 | 18  | 29  | 8  | 15 | 7 | 2  | 9  | 6 |
| 2016–2017  | Toronto Maple Leafs   | NHL        | 82  | 20 | 16  | 36  | 10 | 6  | 0 | 1  | 1  | 0 |
| 2017–2018  | Toronto Maple Leafs   | NHL        | 82  | 14 | 14  | 28  | 18 | 7  | 1 | 2  | 3  | 0 |
| 2018–2019  | Toronto Maple Leafs   | NHL        | 82  | 8  | 21  | 29  | 16 | 7  | 0 | 1  | 1  | 2 |
| NHL totalt | NHL totalt            | NHL totalt | 253 | 43 | 56  | 99  | 44 | 20 | 1 | 4  | 5  | 2 |
| AHL totalt | AHL totalt            | AHL totalt | 110 | 32 | 58  | 90  | 18 | 20 | 8 | 5  | 13 | 8 |
| OHL totalt | OHL totalt            | OHL totalt | 199 | 98 | 152 | 250 | 75 | 14 | 8 | 10 | 18 | 8 |